# Tetramorium feroxoide
Tetramorium feroxoide är en myrart som beskrevs av Gennady M. Dlussky och Svyatoslav Igorevich Zabelin 1985. Tetramorium feroxoide ingår i släktet Tetramorium och familjen myror. Inga underarter finns listade i Catalogue of Life.